# Suikkassuaq
Suikkassuaq är ett berg i Grönland (Kungariket Danmark).   Det ligger i kommunen Kujalleq, i den södra delen av Grönland, 600 km sydost om huvudstaden Nuuk. Toppen på Suikkassuaq är 1 325 meter över havet, eller 73 meter över den omgivande terrängen. Bredden vid basen är 1,3 km.
Terrängen runt Suikkassuaq är huvudsakligen bergig.  Trakten runt Suikkassuaq är nära nog obefolkad, med mindre än två invånare per kvadratkilometer. Det finns inga samhällen i närheten. Trakten runt Suikkassuaq består i huvudsak av gräsmarker.